# 劇団壱劇屋
劇団壱劇屋（げきだんいちげきや）は、関西を中心に活動する日本の劇団。

## 概要
2005年、高校演劇全国大会出場メンバー（旧・磯島高校）で結成。2008年より、大阪と京都の狭間、枚方を活動拠点として本格的な活動を開始。
座長・大熊隆太郎の作演出による年間2～3本の本公演のほか、コント公演やイベント出演も多数行う（壱劇屋 official siteより）。
「世にも奇妙なエンターテインメント」を掲げ、パントマイム・ダンス・会話劇・コント・アクションなど、様々なジャンルを複雑に融合させた作風が特徴。身体表現を用いたパフォーマンスが、物語進行において大きな役割を果たしている。不思議なストーリーとマイムで異空間へ導く「世にも奇妙なエンターテイメントシリーズ」、なんでもありのごった煮オムニバス「偽フェスティバルシリーズ」、殺陣ありダンスありの関西小劇場の王道エンタメ舞台「突撃ナリタシリーズ」を劇団の3つのブランドとして作品を創作している。
2015年から、劇団のリーダー・竹村晋太朗の作演出による一切台詞を使わない殺陣を中心とした芝居（ノンバーバル殺陣芝居、2018年「二ツ巴」より”wordless × 殺陣芝居”と呼称を改める）が劇団の主な演目のひとつに加わる。2019年「Pickaroon！」では全編に渡って劇中に台詞の“ある”殺陣芝居を上演した。竹村晋太朗が作演出する殺陣芝居では”アクションモブ”と呼ばれる少人数のアンサンブルチームが、斬られ役、舞台美術の転換、炎や水、射った矢の軌道など映画であればCGを使用するであろう特殊効果を人力で表現する”人間CG”などで舞台上を激しく駆け回っているのが特徴的である。
2019年10月 壱劇屋東京支部と称し「関東での知名度向上」を目指して岡村圭輔、小林嵩平、竹村晋太朗、長谷川桂太、日置翼が活動拠点を東京に移す。
2021年2月 柏木明日香、西分綾香、丹羽愛美、藤島望が活動拠点を東京に移し、壱劇屋東京支部に合流する。
宣伝にSNS(主にTwitter)を多用しており、劇団名や公演名の入ったツイートは劇団公式アカウントから漏らさずリツイートされる。特に公演直後のつぶやきに対するリツイートがあまりにも早いことから専用のプログラムを使っているのではとの憶測がなされていたが、ピースピット末満健一氏の目撃談で劇団員西分綾香の手作業であることが明らかとなる。

## 主な作品
※無印：大熊隆太郎 作・演出作品、(竹)：竹村晋太朗 作・演出作品
- (2005年) 第1回公演「YELLOW ATTENTION」
- (2006年) 第2回公演「Shall We P?」
- (2006年6月) 第3回公演「POPPING」＠枚方公園青少年センター
- (2006年9月) 第4回公演「コスモBOX」＠牧野公民館３Ｆ
- (2007年3月) 第5回公演「眠眠夢明」＠牧野生涯学習センター３Ｆ
- (2007年8月) 第6回公演「MARIONETTE QUINTETTE」＠牧野生涯学習市民センター３Ｆ
- (2007年12月) 第7回公演「地獄ですよ！」＠枚方公園青少年センター３Ｆホール
- (2008年7月) 第8回公演「ジャンバイパスクション」＠枚方公園青少年センター３Ｆホール
- (2008年11月) 第9回公演「ダナエ」＠枚方公園青少年センター３Ｆホール
- (2009年5月) 第10回公演「突撃！アンブレラ島！！ ～雨男雨女VSサニー・ナリタ～」＠大阪市立芸術創造館
- (2009年12月) 第11回公演「ゴゴのコブチャ」＠大阪市立芸術創造館
- (2010年2月) 第12回公演「マフィアの行進」＠枚方公園青少年センター
- (2010年9月) 第13回公演「ブラックスペース」＠ロクソドンタブラック
- (2011年1月) 第14回公演「ブラックスペース」【再演】＠大阪市立芸術創造館
- (2011年3月) 番外編 偽フェスティバル＠STAGE+PLUS
- (2011年9月-10月) 第15回公演「6人の悩める観客」＠大阪市立芸術創造館
- (2012年2月) 第16回公演「新しい生活の提案」＠ロクソドンタブラック
- (2012年8月) 第17回公演「回想電車999」＠シアトリカル應典院
- (2012年10月) 第18回公演「DEEP IN THE 金魚鉢」＠in→dependent theatre 1st
- (2013年2月) 第19回公演「突撃！八百八町！！ ～人斬りピエロ軍団VSタケミツナリタ～」＠中津芸術文化村ピエロハーバー
- (2013年6月) 第20回公演「SQUARE AREA」＠シアトリカル應典院
- (2013年8月) 番外編 偽フェスティバル２＠AManTo天然芸術研究所
- (2013年10月) 第21回公演「6人の悩める観客」【再演】＠大阪市立芸術創造館、京都市東山青少年活動センター
- (2014年1月) 第22回公演「Lumiere Dungeon」＠門真市民文化会館ルミエールホール・大ホール
- (2014年3月) 番外編 偽フェスティバル３＠中崎町common cafe
- (2014年6月) 第23回公演「UNKNOWN HOSPITAL」＠HEP HALL、てあとるらぽう(東京)
- (2014年9月) 番外編 偽フェスティバル４＠AManTo天然芸術研究所
- (2014年11月) 第24回公演「突撃！ゴールデンチャイナタウン！！〜暗黒霊幻道士VSドラゴンナリタ〜」＠in→dependent theatre 2nd
- (2014年) ぷぷぷのおばけ音頭
- (2015年2月) 第25回公演「回想電車999」【再演】＠シアターグリーン BASE THEATER
- (2015年4月) 第26回公演「MASHUP PROJECT VOL.1 GOLD BANG BANG!!」＠in→dependent theatre 2nd / 脚本：末満健一（ピースピット）
- (2015年6月) 第27回公演「MASHUP PROJECT VOL.2 Windows5000」＠in→dependent theatre 2nd / 脚本：上田誠（ヨーロッパ企画）, 潤色：大熊隆太郎
- (2015年8月) 第28回公演「MASHUP PROJECT VOL.3 サンプリングデイ」＠in→dependent theatre 2nd / 脚本：ウォーリー木下（sunday）, 潤色：大熊隆太郎
- (2015年10月) W.Strudel×劇団壱劇屋「Five Star Splash!!」＠ABCホール / 作演出：内村正年（W.Strudel）
- (2015年11月) 竹村晋太朗 presents 劇団壱劇屋 番外公演「猩獣-shoju-」(竹)＠HEP HALL[4]
- (2015年12月) 年忘れ大公開反省会＠中崎町common cafe
- (2016年2月-4月) 第29回公演３都市ツアー「SQUARE AREA」【再演】＠シアトリカル應典院、名古屋市千種文化小劇場、王子小劇場[5][6][7]
- (2016年5月) 誰得コントオムニバス公演「偽フェスティバル５」〜小刀里那、最後の泥道〜＠門真市民文化会館ルミエールホール・展示ホール
- (2016年9月) 第30回公演「シャドウトラフィック」＠ABCホール[8][9]
- (2016年10月) 竹村晋太朗 presents 劇団壱劇屋 番外公演「独鬼-hitorioni-」(竹)＠シアトリカル應典院[10]
- (2016年12月) 偽フェスティバル６ 兼 壱劇屋大忘年会2016＠十三Black Boxx
- (2017年1月) メイシアタープロデュース SHOW劇場vol.11 メイシアター × 劇団壱劇屋 「人恋歌〜晶子と鉄幹」＠吹田市文化会館 メイシアター・小ホール / 脚本：高橋恵（虚空旅団）[11][12]
- (2017年3月) ダンジョン公演「ルミエールの冒険」＠門真市民文化会館ルミエールホール[13]
- (2017年5月-6月) 第31回公演３都市ツアー「新しい生活の提案」【再演】＠HEP HALL、千種文化小劇場、萬劇場[14][15][16]
- (2017年8月) 『五彩の神楽』第一弾「憫笑姫 -Binshouki-」(竹)＠HEP HALL[17][18]
- (2017年9月) 『五彩の神楽』第二弾「賊義賊 -Zokugizoku-」(竹)＠HEP HALL
- (2017年10月) 『五彩の神楽』第三弾「心踏音 -Shintouon-」(竹)＠HEP HALL
- (2017年11月) 『五彩の神楽』第四弾「戰御史 -Ikusaonshi-」(竹)＠HEP HALL
- (2017年12月) 『五彩の神楽』第五弾「荒人神 -Arabitogami-」(竹)＠HEP HALL
- (2018年1月) 劇団壱劇屋１０周年記念パーティー 歌って踊ってコントして、新年早々お祭り騒ぎ！(偽フェスティバル７)＠門真市民文化会館ルミエールホール・レセプションルーム
- (2018年3月) ダンジョン公演「ルミエールの冒険2018」＠門真市民文化会館ルミエールホール[19]
- (2018年4月) ぴあ×壱劇屋「二ツ巴-Futatudomoe-」(竹)＠ABCホール 主演：久代梨奈(NMB48)、谷川愛梨(NMB48)[20][21]
- (2018年6-7月) 東名阪三都市ツアー2018 Wordless×殺陣芝居「独鬼～hitorioni～」【再演】(竹)＠ABCホール、シアターグリーンBOX in BOX THEATER、名古屋市東文化小劇場[22][23]
- (2018年10月) 劇団壱劇屋 秋の大運動会＠守口市民体育館 - 劇団壱劇屋、STAR☆JACKS、演劇組織KIMYO、劇団赤鬼の4劇団によるチーム対抗戦
- (2018年10月) 社交ダンス×殺陣芝居 劇団壱劇屋「舞焦ガレ」(竹)＠シティプラザ大阪 - ダンススタジオ主催ダンスパーティーのショータイムでの社交ダンスとのコラボレーション公演[24]
- (2018年10月) 劇団壱劇屋10周年記念企画 隆太郎とヤス子の結婚披露パーティー＠ABCホール
- (2018年12月) 10周年記念公演「TABOO」プレ公演＠門真市民文化会館ルミエールホール / 脚本:野田秀樹 [25]
- (2019年1月) 10周年記念公演「TABOO」＠森ノ宮ピロティホール / 脚本:野田秀樹[26][27]
- (2019年3月) ぴあ×壱劇屋 第二弾「猩獣 -shoju-」(竹)＠HEP HALL - 「猩獣」【再演】と新作「猩獸」を交互上演[28]
- (2019年7月) 東阪二都市ツアー2019「Pickaroon！」(竹)＠ABCホール、シアターグリーン BIG TREE THEATER[29][30]
- (2019年8月) 「リアスホールダンジョン」＠大船渡市民文化会館リアスホール - 劇場内を歩き回るツアー型公演[31][32]
- (2019年9月) 劇団壱劇屋4人の劇団員によるハツ挑戦「ハツゲキ」＠HEP HALL - 4人の劇団員による4作品オムニバス公演[33]

「平凡な男の盗まれた決断」作・演出・映像・出演 河原岳史
「True」作・演出・振付・衣装 高安智美
「マイ・マインド・コントローラー」作・演出・振付 井立天
「少女の序奏」作 湯浅春枝、演出 大熊隆太郎
- (2019年10月) 「猩獣 -shoju-」東京公演【再再演】(竹)＠シアターグリーンBOX in BOX THEATER[34]
- (2019年12月) 本公演「空間スペース3D」＠神戸アートビレッジセンター - KAVC FLAG COMPANY 2019-2020参加作品、オールスタンディング公演[35][36]
- (2020年1月-2月) 2020年四都市ツアー公演「劇の劇」＠in→dependent theatre 1st(大阪)、ナンジャーレ(名古屋)、人宿町やどりぎ座(静岡)、シアター711(東京) [37][38]
- (2020年2月-3月) 「Pickaroon！」【再演】(竹)＠青山DDDクロスシアター[39][40]
- (2020年10月) KAVC 新しい劇場のためのwork:02「異空間クラスター」＠神戸アートビレッジセンター　KAVCホール[41][42]
- (2020年12月) 劇団壱劇屋「東京支部だョ！全員集合」(竹)＠大阪市立芸術創造館 - 1日2公演のみ。各回一部の出演者が違うバージョンを上演。

新作ワードレス殺陣芝居 短編「一日千秋」-SIDE千秋-, -SIDE千晶-
トークコーナー「竹村の部屋」 劇団員 山本貴大とのトーク
生予告編「BLACK SMITH」
エンディングダンス - 振付：劇団員 高安智美
- (2020年12月) 劇団壱劇屋 ルミエールの冒険シリーズ「クリスマス・アンダーグラウンド」＠門真市民文化会館ルミエールホール・大ホール
- (2021年2月) ぴあ×劇団壱劇屋公演「BLACK SMITH」(竹)＠大阪ビジネスパーク円形ホール[43]
- (2021年3月) 壱劇屋イマーシブシアター at 岩手「リアスホールダンジョン」＠大船渡市民文化会館リアスホール - 劇場内を歩き回るツアー型公演[44]
- (2021年7月) 壱劇屋本公演「団地裏地団」＠ABCホール - 新型コロナウイルスの影響で公演中止
- (2021年7月) 壱劇屋コント公演「偽フェスティバル８ ONLINE」 - 配信(有料)のみ
- (2021年8月) 壱劇屋東京支部公演「⼆ツ巴-Futatsudomoe-」【再演】(竹)＠シアターグリーンBIG TREE THEATER - 新型コロナウイルスの影響で公演中止
- (2021年9月) 壱劇屋オンラインシアター「1rooM」β版＠ツイキャス生配信[45]
- (2021年9月) 高安智美 卒団式＠ツイキャス生配信[46]
- (2021年10月) 劇団壱劇屋 東京支部「独鬼 -hitorioni-」【再々演】(竹)＠萬劇場[47]
- (2021年12月) 劇団壱劇屋東京支部「二ツ巴 -FUTATSUDOMOE-」【再演】(竹)＠シアターグリーンBIG TREE THEATER[48]
- (2021年12月) 壱劇屋イマーシブシアター「クリスマス・アンダーグラウンド」＠門真市民文化会館ルミエールホール・大ホール[49]
- (2022年2月,4月,5月) 壱劇屋オンライン公演「1rooM」＠ツイキャス生配信
- (2022年3月) 壱劇屋マイム公演「不思議の国のアリス」＠門真市民文化会館ルミエールホール・小ホール[50]
- (2022年04月) 「猩獣 -shoju-」【再々々演】(竹)＠ザ・ポケット[51]
- (2022年06月) 「猩獸 -shoju-」【再演】(竹)＠ザ・ポケット
- (2022年08月）『五彩の神楽』第一弾「憫笑姫」＠シアターグリーンBIG TREE THEATER[52]
- (2022年09月）『五彩の神楽』第二弾「賊義賊」＠シアターグリーンBIG TREE THEATER
- (2022年10月）『五彩の神楽』第三弾「心踏音」＠シアターグリーンBIG TREE THEATER
- (2022年11月）『五彩の神楽』第四弾「戰御史」＠シアターグリーンBIG TREE THEATER
- (2022年12月）『五彩の神楽』第五弾「荒人神」＠シアターグリーンBIG TREE THEATER

## 本公演以外の活動
- 2014年10月 Patch8番勝負 其の六「沈黙のZOO」＠森ノ宮ピロティホール・サブホール

作・演出：大熊
出演：竹村、西分
- 2022年 朝日放送テレビ『THE GREATEST SHOW-NEN』にて関西ジャニーズJr. Aぇ! groupとコラボした作品「HAPPY ENDie」[53][54][55][56]

作・演出：大熊
アンサンブル出演：大熊、松田、半田、山本
- 中之島春の文化祭(ABCホール) 出演 (毎年5月開催)

2014年「UNKNOWN HOSPITAL予告編」
2015年「THE GREATEST HITS OF ICHIGEKIYA」
2016年「パワースポット」
2017年「新しい生活の提案」冒頭
2018年「独鬼 エピソード0」竹村晋太朗 作演出 wordless 殺陣芝居
2019年 竹村晋太朗 作演出 殺陣芝居
- チャリウッド(茶屋町)[57] (毎年5月開催)

扮装してフラッシュモブやパレードに出演
2014年、2015年、2016年、2017年、2018年、2019年
- ラブリーフェスタ(京阪古川橋駅周辺) 出演 (毎年10月開催)

2015年「オムミバス(オープニングサンプリングダンス、恐怖の罰ゲーム、カルチャースクール(英会話・ビンタ・マイム)、オノマトペマイム、UFOに敬礼)」、「マイム自販機」、「ルミエールダンジョンツアー」
2016年「パワースポット」、「独鬼-hitorioni-予告編」
2017年「ドラマクエスト」、「くじらの遊び場」
2018年「すしミュージカル 鮨劇屋」
- 静岡ストリートシアターフェス「ストレンジシード」 出演[58] (毎年5月開催)

2016年「パワースポット」
2017年「ドラマクエスト」
2018年「大熊隆太郎殺人事件」、「アムダラがやってくる」
2019年「関西UMA大集合」、「関西UMA大行進」
2020年「Team Walk」
2021年「Team Walk」大熊隆太郎 (壱劇屋) × 達矢 (サファリ・P) × SPACストレンジチーム
2022年「Team Walk」壱劇屋×サファリ・P×SPACストレンジチーム
- Belief 世界遺産 東寺FES出演[59]

2018年「すしミュージカル 鮨劇屋」
2019年「リビドーミュージカル」
2021年「すしミュージカル 鮨劇屋」
- 2020年8月 道頓堀夏舞台「三楽」＠道頓堀ZAZA Box、劇場観劇＋ライブ配信

壱劇屋演目「怪奇！恐怖のゾゾゾタウン！」
- 大阪発ノンバーバルフードミュージカル「道頓堀GOTTA」[60]

井立天：たこ焼き乃丞役 不定期出演
2020年8月にロングラン公演が大千穐楽を迎えた
- ノンバーバルパフォーマンス「ギア-GEAR-」[61]

大熊隆太郎：ロボロイド(マイム)役 不定期出演
- Kiss FM KOBE ラジオドラマ番組「ラヴィーナ＆メゾン STORY FOR TWO」[62]

レギュラー出演：大熊隆太郎
2021年3月で番組終了
- 本番直前！壱劇屋の宅飲み！

2015年9月から毎月第二木曜21時に劇団壱劇屋インターネットTV「壱TV」にて配信
本番直前の舞台人たちをゲストに壱劇屋事務所で飲みながらのトーク番組
ホスト：大熊隆太郎
2019年3月放送以降、休止
2021年4月 zoomを使用した「本番直前！壱劇屋のリモート宅飲み」をYouTubeで配信する形式で復活
- ワークショップ開催

壱劇屋パフォーミングクリニック
マイムクラス講師：大熊隆太郎
アクションクラス講師：竹村晋太朗
アクトワークショップ「和歌山で演劇しよ！」
講師：丸山真輝
歌・ダンスの初心者向けワークショップ「いだてんきかく」
講師：井立天
- シネコン上映会

2018年3月 「荒人神」＠イオンシネマ大日
2018年6月 「独鬼」(2016版)＠イオンシネマ大日
2018年6月 「二ツ巴」＠イオンシネマ大高
2018年7月 「二ツ巴」＠イオンシネマ多摩センター
2019年2月 「二ツ巴」＠イオンシネマ大日

## 受賞歴
- 芸創エクス DANCE COMPLEX 2008 審査員特別賞受賞[64]
- ロクソドンタフェスティバル2010 優秀賞（第13回公演「ブラックスペース」）
- 應典院舞台芸術際space×drama2012 優秀劇団選出（第17回公演「回想電車999」）
- 第26回池袋演劇祭 豊島区観光協会賞受賞（第23回公演「UNKNOWN HOSPITAL」）[65]
- グリーンフェスタ2015 BASE THEATER賞受賞（第25回公演「回想電車999」【再演】）
- CoRich舞台芸術まつり！2016春 最多クチコミ賞受賞（第29回公演３都市ツアー「SQUARE AREA」【再演】）[66]
- CoRich舞台芸術アワード！2016 全国一位（第29回公演３都市ツアー「SQUARE AREA」【再演】）[67]
- CoRich舞台芸術アワード！2017 全国一位（『五彩の神楽』第五弾「荒人神 -Arabitogami-」）[68]
- CoRich舞台芸術アワード！2017 全国七位（『五彩の神楽』第四弾「戰御史 -Ikusaonshi-」）[68]
- CoRich舞台芸術アワード！2017 全国九位（メイシアタープロデュース SHOW劇場vol.11 メイシアター × 劇団壱劇屋 「人恋歌〜晶子と鉄幹」）[68]
- CoRich舞台芸術アワード！2017 全国十二位（『五彩の神楽』第三弾「心踏音 -Shintouon-」）[68]
- CoRich舞台芸術アワード！2017 全国十五位（『五彩の神楽』第一弾「憫笑姫 -Binshouki-」）[68]
- 関西Best Act：2017年下半期のBest Act 作品部門一位（『五彩の神楽』シリーズ）[69]
- 第2回観劇三昧手のひらフェスティバル2018 演劇関ヶ原 総合部門二位（『五彩の神楽』第五弾「荒人神 -Arabitogami-」）[70]
- 第2回観劇三昧手のひらフェスティバル2018 演劇関ヶ原 感動賞一位（『五彩の神楽』第五弾「荒人神 -Arabitogami-」）
- CoRich舞台芸術まつり！2018春 演技賞受賞（竹村晋太朗「二ツ巴-Futatsudomoe-」）[71]
- CoRich舞台芸術まつり！2018春 最多クチコミ賞受賞（「二ツ巴-Futatsudomoe-」）[72]
- CoRich舞台芸術アワード！2018 全国四位（「独鬼〜hitorioni〜」【大阪公演】）[73]
- CoRich舞台芸術アワード！2018 全国十七位（「独鬼〜hitorioni〜」【東京公演】）[73]
- CoRich舞台芸術アワード！2018 全国十八位（二ツ巴-Futatsudomoe-）[73]
- CoRich舞台芸術アワード！2018 全国二十位（「独鬼〜hitorioni〜」【愛知公演】）[73]
- CoRich舞台芸術まつり！2019春 演技賞受賞 (岡村圭輔「猩獣-shoju-」)[74]

## 劇団員
| 名前 (愛称)                                    | 入団                                                                                 | 属性 | 生年月日 血液型            |
| ---------------------------------------------- | ------------------------------------------------------------------------------------ | --- | -------------------------- |
| 大熊隆太郎 おおくまりゅうたろう                | 結成メンバー                                                                         | 劇団 座長(2008年～) 作・演出・振付 パントマイム(GEAR 出演) NBA好き 配偶者はサファリ・P 所属 佐々木ヤス子 | 1986年7月28日（38歳）A型   |
| 竹村晋太朗 たけむらしんたろう (たけ、たけむー) | 結成メンバー 2019年10月壱劇屋東京支部                                                | 劇団 リーダー 作・演出・殺陣師 小道具班 師範 モットー：泥臭いアクション/殺陣をつくること 癒される動物画像のRTに余念なし ワタナベエンターテインメント所属 配偶者は役者、ダンサー、振付師 植松ゆき 担当カラー：オレンジ NHK連続テレビ小説「まんぷく」久坂隼人 役 出演 舞台「鬼滅の刃」アンサンブル、手鬼 役 出演 ミュージカル「刀剣乱舞」〜幕末天狼傳〜 アンサンブル 出演 舞台「刀剣乱舞」无伝 夕紅の士 -大坂夏の陣- 三好伊三入道 役 出演 | 1987年3月9日（38歳）B型    |
| 安達綾子 あだちあやこ                          | 2006年12月                                                                           | 衣装部 部長 会計担当 好きなもの：スヌーピー、ハリーポッター 2022年「壱劇屋を好いてくれる服好きな楽しい人」と入籍 | 1986年11月17日（38歳）AB型 |
| 山本貴大 やまもとたかひろ                      | 2008年4月                                                                            | 若頭 特攻隊長 小道具班 | 1989年6月15日（35歳）A型   |
| 西分綾香 にしぶんあやか (ぶんちゃん)           | 2012年2月 2021年2月壱劇屋東京支部                                                    | 制作 担当 ツイッター廃人 アイドルオタク(NMB48推し) アニメ漫画オタク(鋼の錬金術師推し) 担当カラー：レッド 舞台「鬼滅の刃」アンサンブル、朱紗丸 役 出演 | 1988年10月11日（36歳）A型  |
| 丸山真輝 まるやままさき                        | 2012年12月                                                                           | 最年長 和歌山が産んだご機嫌男 雨男あらため雨神 イズム所属 配偶者は劇団空組 代表 空山知永 | 1982年3月3日（43歳）A型    |
| 河原岳史 かわはらたけし                        | 2012年12月                                                                           | ブログ村 村長 映像部 部長 無類のドラえもん好き チャームポイントは胴長短足 「たけぞうGA」というゲーム実況とガジェット紹介のYoutubeチャンネルを持つ GEAR 舞台スタッフ 配偶者はMC、ナレーター 岡本光央 | 1989年2月6日（36歳）O型    |
| 河西沙織 かわにしさおり (いっちゃん)           | 2013年7月                                                                            | 舞台写真家 | 1988年11月5日（36歳）A型   |
| 井立天 いだてたかし (いだてん)                 | 2016年2月準劇団員(弐劇屋)としてとして入団 2016年11月正劇団員                         | 道路使用許可申請担当 壱劇屋チラシ配りのエース 公式ファンクラブ「壱劇屋商店街組合」副組合長 特技：歌、ダンス、マイム、殺陣、お片づけ 趣味：ディズニー、怪談、お笑い、考察 株式会社ルート所属 | 1992年5月30日（32歳）B型   |
| 柏木明日香 かしわぎあすか (わぎ、あすか)       | 2016年2月準劇団員(弐劇屋)として入団 2016年11月正劇団員 2021年2月壱劇屋東京支部       | 副映像部長 小道具班 リーダー 東京支部TikTok 担当 好きなもの：黄色、タピオカ、和菓子、ヒマワリ、遊助 特技：ツッコミ(学生時代「ツッコミの神」と呼ばれる) 趣味：踊ってみた 目が死んでる、チベットスナギツネ似、豆腐メンタル、甘えたがり長女 担当カラー：イエロー | 1995年10月1日（29歳）B型   |
| 藤島望 ふじしまのぞみ (のんちゃん)             | 2016年2月準劇団員(弐劇屋)として入団 2016年11月正劇団員 2021年2月壱劇屋東京支部       | 衣装部員 壱劇屋webショップ運営 公式ファンクラブ「壱劇屋商店街組合」監査の女 特技：水泳 オープンウォーターダイバーライセンス所持 陸の上より水の中！銭湯／長風呂大好き女 ぐでたま、よつばと！好き 壱劇屋の若きお母さん 悲鳴女優 担当カラー：パープル | 1993年8月9日（31歳）O型    |
| 湯浅春枝 ゆあさはるえ (おはる)                 | 2016年2月準劇団員(弐劇屋)として入団 2016年11月正劇団員                               | 常に漂う年齢詐称疑惑 雑学番長 元自衛隊勤務 社会科の教員免許を持っている | 1991年5月4日（33歳）O型    |
| 岡村圭輔 おかむらけいすけ (おかむー)           | 2017年1月 2019年10月壱劇屋東京支部                                                   | 衣装部員 鳥取県出身 Perfume好き 特技：一点倒立 担当カラー：グレー 舞台「刀剣乱舞」維伝 朧の志士たち アンサンブル、後藤象二郎 役 出演 ミュージカル「刀剣乱舞」〜幕末天狼傳〜 アンサンブル 出演 舞台「刀剣乱舞」无伝 夕紅の士 -大坂夏の陣- アンサンブル 出演 | 1988年8月4日（36歳）B型    |
| 小林嵩平 こばやしこうへい (こばーん)           | 2017年1月 2019年10月壱劇屋東京支部                                                   | 公式ファンクラブ「壱劇屋商店街組合」組合長 小道具隊長 アボカド好き 趣味：競馬 担当カラー：ブルー 舞台「刀剣乱舞」維伝 朧の志士たち アンサンブル、乾退助 役 出演 ミュージカル「刀剣乱舞」〜幕末天狼傳〜 アンサンブル 出演 舞台「刀剣乱舞」无伝 夕紅の士 -大坂夏の陣- アンサンブル、徳川秀忠 役 出演 | 1989年12月30日（35歳）A型  |
| 丹羽愛美 にわめぐみ (にわちゃん)               | 2018年9月 国民的劇団員オーディションにて 正劇団員として入団 2021年2月壱劇屋東京支部  | 衣装部員 好きなもの：甘いもの、アイスクリーム、キティちゃん 特技：柔軟(特に肩関節が柔らかい、I字バランス、お菓子作り 劇団内ユニット「三銃士」メンバー 担当カラー：ブラウン | 1990年12月27日（34歳）O型  |
| 長谷川桂太 はせがわけいた (はせぴょん)         | 2018年9月 国民的劇団員オーディションにて 正劇団員として入団 2019年10月壱劇屋東京支部 | 好きなもの：ホラー映画、麻雀、ポーカー、フリースタイルラップ 特技：筆文字 劇団内ユニット「三銃士」メンバー 担当カラー：グリーン 舞台「刀剣乱舞」无伝 夕紅の士 -大坂夏の陣- アンサンブル 出演 | 1991年10月7日（33歳）A型   |
| 日置翼 ひおきつばさ                            | 2018年9月 国民的劇団員オーディションにて 正劇団員として入団 2019年10月壱劇屋東京支部 | 壱劇屋webショップ店長 好きなもの：ハンバーグ 特技：トランプマジック 趣味：ジグソーパズル 劇団内ユニット「三銃士」メンバー 担当カラー：ピンク 舞台「刀剣乱舞」无伝 夕紅の士 -大坂夏の陣- アンサンブル 出演 | 1995年6月15日（29歳）AB型  |
| 北脇勇人 きたわきゆうと (ターキー)             | 2018年9月 国民的劇団員オーディションにて 準劇団員として入団 2021年2月正劇団員        | 小道具班 【特技】 ハンドスプリング アコースティックギター ほーーんの少しだけアクロバットができます | 2000年1月3日（25歳）O型    |
| 谷美幸 たにみゆき                              | 2018年9月 国民的劇団員オーディションにて 準劇団員として入団 2019年9月正劇団員        | 公式ファンクラブ「壱劇屋商店街組合」幹部 壱劇屋商店街組合 会報誌編集長 ジョジョの奇妙な冒険とハム太郎が好き コンテンポラリーダンサー 【特技】 口らっぱ たこ焼きを一度にたくさん焼ける サザエが綺麗に美味しく焼ける ご飯を美味しそうに食べる | 1996年4月7日（29歳）O型    |
| 松田康平 まつだこうへい                        | 2018年9月 国民的劇団員オーディションにて 準劇団員として入団 2019年9月正劇団員        | 映像部員 小道具班 【特技】 ダンス ピアノ トロンボーン | 1997年10月31日（27歳）A型  |
| 半田慈登 はんだしげと                          | 2018年9月 国民的劇団員オーディションにて 準劇団員として入団 2019年9月正劇団員        | 【特技】 TVとかで見た事あるモノマネをピッタリ8割のクオリティでやる事 | 1996年6月6日（28歳）AB型   |
| 井上大和 いのうえやまと                        | 2022年4月30日 劇団員として大阪班に入団                                               | |                            |
| 鍬田大鳳                                       | 2022年4月30日 劇団員として大阪班に入団                                               | |                            |
| 佐倉仁 さくらじん                              | 2022年4月30日 劇団員として大阪班に入団                                               | |                            |
| 吉迫綺音 よしざこあやね                        | 2022年4月30日 劇団員として大阪班に入団                                               | |                            |
| 中原孝子                                       | 2022年4月30日 スタッフ劇団員として大阪班に入団                                       | 縫い目を見るのが好き |                            |
| 石川耀大 いしかわようた                        | 2022年4月30日 準劇団員として東京支部に入団                                           | メンター：岡村圭輔 |                            |
| 伊藤たえ いとうたえ                            | 2022年4月30日 スタッフ準劇団員として東京支部に入団                                   | メンター：日置翼 |                            |
| 今中美里 いまなかみのり                        | 2022年4月30日 準劇団員として東京支部に入団                                           | メンター：藤島望 |                            |
| 淡海優 おうみゆう                              | 2022年4月30日 準劇団員として東京支部に入団                                           | メンター：西分綾香 |                            |
| 黒田ひとみ くろだひとみ                        | 2022年4月30日 準劇団員として東京支部に入団                                           | 好きな食べ物：唐揚げ メンター：小林嵩平 |                            |
| 八上紘 やかみこう                              | 2022年4月30日 準劇団員として東京支部に入団                                           | 好きな食べ物：チョコレート メンター：丹羽愛美 |                            |

## 元劇団員
- 高安智美(2017年11月 正劇団員として入団)[79]
- 梅田優起(2018年9月 準劇団員として入団)[80]
- 浜崎茉優(2016年2月 準劇団員として入団)[81]
- 坪坂和則(2012年 入団)[82]
- 小刀里那(2013年 入団)[83]
- 櫻田恵子
- 清水綾子
- 豊岡聡仁
- 西津昭美
- 藤嶋佑花
- 堀内咲希
- 山根直子
- 吉村有紀